# Wilhelm Bonatz

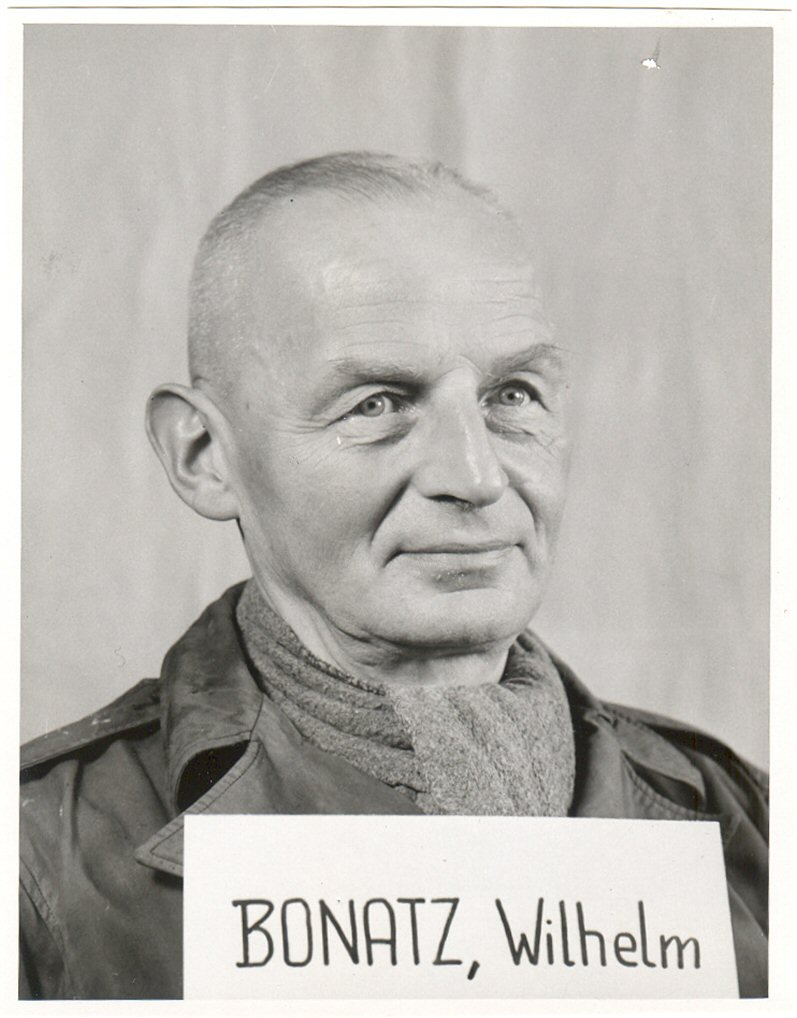
Bonatz als Zeuge während der Nürnberger Prozesse.

Wilhelm Bonatz (* 26. Juli 1883 in Stendal; † 22. Januar 1967 in Köln) war ein deutscher Polizeibeamter und Gestapo-Mitarbeiter.

## Leben und Wirken
In seiner Jugend besuchte Bonatz die Vorbereitungsschule und ein humanistisches Gymnasium. Nach der Reifeprüfung begann er das Studium der Rechtswissenschaften, das er nacheinander in Freiburg, Berlin, wo er seit 1904 der Berliner Burschenschaft Hevellia angehörte, und Halle absolvierte, jedoch schließlich ohne Abschluss abbrach. Stattdessen trat er in den Polizeidienst ein. Zum 1. November 1910 wurde er beim Berliner Polizeipräsidium als Kommissaranwärter angenommen. Dort bestand er die Kommissarprüfung und wurde anschließend als Polizeikommissar auf Probe beschäftigt, bevor er im Jahr 1913 fest bei der Polizei angestellt wurde. Sein Aufgabengebiet lag damals in der Abteilung 7 des Polizeipräsidiums (Politische Polizei), die ab 1919 als Abteilung 1 A bezeichnet wurde.
Von 1914 bis 1917 nahm Bonatz am Ersten Weltkrieg teil, kehrte aber im Herbst 1917 zur Berliner Polizei zurück, nachdem er von dieser reklamiert wurde. Fortan war er von 1917 bis 1933 in der Politischen Abteilung des Berliner Polizeipräsidiums tätig. Seit 1918 amtierte er dort sogar kurzzeitig als Inspektionsleiter. In der Nachkriegszeit engagierte Bonatz sich zudem 1921 im Grenzschutz in Oberschlesien. Den Höhepunkt seiner Karriere in der Weimarer Zeit erreichte er, als er am 1. Juli 1928 zum Kriminalrat befördert wurde.
Anfang 1933 wurde Bonatz, der seit 1932 der NS-Beamtenschaft angehörte, zum Leiter der Inspektion „Waffenschutzdienst, Gewerkschaften, Vereine, Ausländer“ im Polizeipräsidium ernannt. Im März folgte seine Ernennung zum Leiter des Außendienstes der Abteilung IA, der die Rolle der Exekutive innerhalb der Politischen Polizei ausübte. Nach Gründung des Geheimen Staatspolizeiamtes (Gestapa) nach dem 26. April 1933 wurde er in derselben Funktion dorthin übernommen. Zum 1. Mai 1933 trat Bonatz der NSDAP bei (Mitgliedsnummer 2.593.789) und zum 29. Oktober 1935 wurde er Mitglied der SS (Mitgliedsnr. 272.347).
Ab 1934 hatte Bonatz den Posten des Außenamtsleiters, also die gleiche Funktion, die er vorher bei der Politischen Polizei ausgeübt hatte, in der Staatspolizeistelle Berlin inne. 1935 kehrte er ins Geheime Staatspolizeiamt zurück, wo er unter Beförderung zum Regierungsrat und Kriminalrat zum Leiter des Referates I D (Organisations- und Geschäftsbetrieb der Staatspolizei-, Außendienst- und Grenzdienststellen) und I F (Außerpreußische politische Polizeien) in der Abteilung I (Verwaltung und Recht) im Gestapa bestellt wurde. In dieser Stellung war er mit der Leitung der Organisation der Gestapo und dem Aufbau der einzelnen Dienststellen der Gestapo befasst. Zugleich war er ab Oktober 1935 für die Polizeischulen, das Kriminalinstitut Berlin-Charlottenburg und die Schießausbildung zuständig. Wichtiger Bestandteil war hier die politische Ausbildung der zukünftigen Leitungskräfte im Personalstamm der Polizei. Das war der Bereich V 5 C und D im Stellenplan der Gestapoorganisation. Sein Vorgesetzter war hier Johannes Thiele (1890–1951).
Nach der Gründung des Reichssicherheitshauptamtes (RSHA) im September 1939 war Wilhelm Bonatz dort von Beginn bis zum Kriegsende in dieser Dienststelle tätig. Den Höhepunkt seiner Verwaltungslaufbahn erreichte Bonatz im April 1944 mit der Beförderung zum Oberregierungs- und Kriminalrat.
Bei Kriegsende geriet Bonatz in alliierte Gefangenschaft. 1946 nahm er als Zeuge an den Nürnberger Prozessen teil, für die er eine „Erklärung über die Einteilung und Behandlung von Verschlusssachen“ anfertigte.

## Beförderungen
- 20. April 1938 SS-Untersturmführer
- 10. Oktober 1938: SS-Sturmbannführer
- 20. April 1944: SS-Obersturmbannführer